# Elżbieta Bieńkowska
Elżbieta Ewa Bieńkowska (), née Moycho le 4 février 1964 à Katowice, est une femme politique polonaise proche de la Plate-forme civique (PO). Elle est commissaire européenne au Marché intérieur et à l'Industrie du 1er novembre 2014 au 30 novembre 2019.
Haute fonctionnaire spécialisée dans la gestion des fonds européens, elle est nommée ministre du Développement régional en 2007, dans le premier gouvernement du libéral-conservateur Donald Tusk. Elle est reconduite quatre ans plus tard, après avoir été élue au Sénat. En 2013, elle est promue vice-présidente du Conseil des ministres et devient ministre des Infrastructures et du Développement.
Elżbieta Bieńkowska quitte le gouvernement en 2014, afin de rejoindre la commission européenne.

## Biographie

### Formation
Elle achève ses études secondaires en 1982, et obtient six ans plus tard un diplôme d'iranologie de l'université Jagellonne. Elle a ensuite été formée à l'École nationale d'administration publique (KSAP), dont elle sort en 1996, et suivi des études post-universitaires en 1998 à l'École des hautes études commerciales de Varsovie.

### Une spécialiste des programmes européens
Pendant de nombreuses années, Elżbieta Bieńkowska a travaillé en tant qu'experte dans la gestion et la mise en œuvre des programmes opérationnels financés par les fonds provenant de l'Union européenne au titre de sa politique de cohésion territoriale.

### Une fonctionnaire de Silésie
Elle a commencé à travailler comme représentante du voïvode de la Silésie pour le contrat régional et la stratégie de développement régional.
Elle a également été chargée de la préparation du programme d'assistance économique européen PHARE, après quoi elle est devenue directrice du département de la Programmation et des fonds européens, rebaptisé ensuite département du Développement régional, sous la direction de Jan Olbrycht, président de la voïvodie. Elle a su conserver son poste en 2002, lorsqu'il a été remplacé par Michał Czarski, puis en 2006, quand Janusz Moszyński lui a succédé.
En outre, elle a dirigé les équipes chargées de la préparation de la stratégie régionale d'innovation de la voïvodie de Silésie, de la mise à jour du plan de développement régional pour 2000-2020, et de l'élaboration du programme opérationnel régional 2007-2013, qui fut l'un des cinq premiers adoptés le 4 septembre 2007.
Elle a également fait partie du comité de suivi du programme opérationnel régional, et enseigné les programmes structurels européens à l'École polytechnique de Silésie. Désignée vice-présidente du centre de développement des entreprises de Silésie le 5 octobre 2007, elle a également été chargée de la vice-présidence de l'agence du développement régional de la Haute-Silésie de 2002 à 2007.

### Ministre de Donald Tusk
Le 16 novembre 2007, Elżbieta Bieńkowska est nommée ministre du Développement régional dans le premier gouvernement de coalition du libéral Donald Tusk. Sa candidature a été proposée par le député et président de la fédération libérale de Silésie, Tomasz Tomczykiewicz, à la suite du refus d'occuper ce poste exprimé par Jan Olbrycht, ancien maréchal de la voïvodie de Silésie.
Aux élections sénatoriales du 9 octobre 2011, elle se présente dans la 75e circonscription et obtient 48 281 voix, soit 45,24 % des suffrages exprimés. Elle fait ainsi son entrée au Sénat, où elle rejoint le groupe de la Plate-forme civique, dont elle n'est pas membre.
Lors du remaniement ministériel du 27 novembre 2013, elle devient numéro deux du gouvernement. En effet, elle est choisie pour remplacer Jacek Rostowski aux fonctions de vice-président du conseil des ministres, tandis que son ministère fusionne avec celui des Transports et se transforme en ministère des Infrastructures et du Développement.

### Commissaire européenne
En septembre 2014, elle est proposée par le gouvernement polonais comme commissaire européenne. Le président désigné de la Commission européenne, Jean-Claude Juncker, propose de lui confier le nouveau portefeuille de commissaire au Marché intérieur, à l'Industrie, à l'Entrepreneuriat et aux Petites et moyennes entreprises.
En conséquence, elle quitte l'exécutif le 22 septembre suivant, à l'occasion de la formation du gouvernement d'Ewa Kopacz, successeur de Tusk promu président du Conseil européen. Elle démissionne de son mandat parlementaire le 31 octobre.
Approuvée par le Parlement européen, elle entre en fonction le 1er novembre suivant. Le 8 février 2015, une élection partielle pour son remplacement est organisée dans la 75e circonscription sénatoriale et voit la nette victoire du candidat de Droit et justice.

## Vie privée
Elle est mariée à Artur Bieńkowski, avec qui elle a eu trois enfants : Michalina, Mateusz et Zofia.

## Distinctions honorifiques
- Commandeur de l'ordre royal norvégien du Mérite
- Médaille d'or de la Sécurité incendie de Katowice